# Zubní váček
Zubní váček (latinsky granuloma dentis) je zánětlivé ložisko tvořící se zpravidla u hrotu zubního kořene. Průběh tohoto zánětu bývá vleklý a často bolestivý. Tato bolest vzniká tlakem váčku na zubní nerv.